# My Unfortunate Boyfriend
My Unfortunate Boyfriend (en hangul, 나의 유감스러운 남자친) es una serie de televisión surcoreana de comedia romántica emitida durante 2015 y protagonizada por No Min Woo, Yang Jin-sung, Yoon Hak y Han Hye Rin.
Fue trasmitida por el canal de pago MBC Dramanet desde el 10 de abril hasta el 30 de mayo de 2015, finalizando con una longitud de 16 episodios emitidos cada viernes y sábados a las 19:00 (KST). La serie fue lanzada en una conferencia de prensa el mismo día de su estreno en Yeoido CGV, Seúl y contó con la presencia de los actores principales.

## Sinopsis
Una historia de amor entre Yoon Tae Woon (No Min Woo) que cree en vivir con la verdad, y Yoo Ji Na (Yang Jin-sung) que va a hacer lo que sea necesario para tener éxito en su trabajo corporativo, incluyendo mentir cuando sea necesario. Acaban cambiándose entre sí, mientras encuentran el amor.

## Reparto

### Principal
- No Min Woo como Yoon Tae-woon.

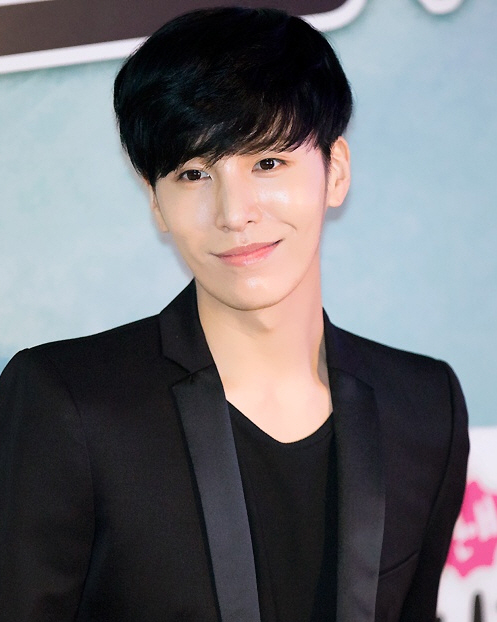
El actor No Min Woo que hace el papel de Yoon Tae Woon

  - Jeon Jin-seo como Yoon Tae-woon (de joven).
- Yang Jin-sung como Yoo Ji Na.
- Yoon Hak como Kang Hee Chul.
- Han Hye Rin como Jung Hye Mi.

### Secundario
- Yoon Joo Sang como Jefe Yoon.
- Kil Yong Woo como Padre de Hye Mi.
- Ahn Eun Jung como Soo Ji.
- Lee Yong Joo como Man Soo.
- Park Jin Joo como Mal Sook.
- Kim Jin Geun como Padre de Ji Na.
- Kim Hye Sun como Ji Na.
- Kim Dong Hee como Hong Jang Pyung.
- Lee Sang Gu como Secretaria Wang.
- Heo Jae Ho como Choi Ki Nam.
- Kim Do Yeon como Oh Mi Ran.
- Kim Hee Won como Chang Ju Daek.
- Kim Eun Jung como Julia.
- Ahn Ah Young como Geum Ah Young.

### Otros personajes
- Jang Jae-ho como empleado de planificación de mensajería instantánea.